# The Beckoning Trail
The Beckoning Trail er en amerikansk stumfilm fra 1916 af Jack Conway.

## Medvirkende
- J. Warren Kerrigan som Carter Raymond.
- Maude George som Georgette Fallon.
- Harry Carter som Placer Murray.
- Harry Griffith som Jim Helton.
- Lois Wilson som Mary Helton.